# Фомагин, Григорий Фёдорович
Григорий Фёдорович Фомагин (22 сентября (4 октября) 1890 — после 1960) — российский военный лётчик, поручик Российской императорской армии, участник Первой мировой войны и Гражданской войны в России. После Октябрьской революции служил в Рабоче-крестьянском Красном воздушном флоте, в 1919 году перелетел на самолёте в Добровольческую армию. В 1920 году эмигрировал в Югославию. Кавалер Георгиевского оружия (1917) и пяти Георгиевских крестов (1-й, 2-й, 3-й, 4-й степеней и с лавровой ветвью).

## Биография
Родился 22 сентября (4 октября) 1890 года в селе Антоновка (Тетюшский уезд, Казанская губерния, Российская империя) в православной крестьянской семье. Начальное образование получил на дому, затем окончил четыре класса в Тетюшском городском училище.
29 октября (11 ноября) 1911 года призван на срочную службу в Российскую императорскую армию. 15 ноября зачислен в 8-й Сибирский стрелковый полк и 31 декабря того же года принял присягу. 23 октября (5 ноября) 1912 года был командирован в Офицерскую школу авиации Отдела воздушного флота, которую окончил 15 (28) июля 1913 года. 22 октября (4 ноября) 1913 года получил звание военного лётчика, был пилотом самолёта типа «Nieuport». 9 (22) июня 1914 года был прикомандирован к 1-му Сибирскому корпусному авиационному отряду, а 1 августа был окончательно переведён в этот авиационный отряд. 10 (23) августа 1914 года получил звание младшего унтер-офицера, а на следующий день был исключён из списков полка.
21 сентября (4 октября) 1914 года получил звание старшего унтер-офицера, а 22 сентября вместе со своим авиационным отрядом отправлен на фронт Первой мировой войны. 2 (15) января 1915 года «за боевые отличия» приказом по отряду Григорий Фомагин был произведён в подпрапорщики, и уже к маю 1915 года «за выдающиеся подвиги храбрости и самоотвержения против неприятеля в боях» был кавалером всех четырёх степеней Георгиевского креста. 14 (27) ноября 1915 года «за боевые отличия» приказом главнокомандующего армиями Западного фронта был произведён в прапорщики (Высочайше утверждено 28 марта (10 апреля) 1916 года), 20 июня (3 июля) 1917 года получил чин подпоручика. 28 августа (10 сентября) 1917 года во время воздушного боя получил тяжёлое ранение. С 17 октября того же года занимал должность обучающего офицера в Школе авиации Всероссийского аэроклуба, а с 6 ноября был её начальником. 28 октября (10 ноября) 1917 года был произведён в поручики.
В августе 1918 года был мобилизован на службу в Рабоче-крестьянский Красный воздушный флот, назначен на должность начальника 9-го авиационного отряда. 7 сентября 1919 года дезертировал и совершил перелёт в расположение 6-го авиационного отряда истребителей Добровольческой армии на станции Ржава. 1 октября 1919 года был исключён из списков РККВФ как перебежчик. Поступил на службу в Вооружённые силы Юга России, 30 июня 1920 года совместно с подпоручиком Тимофеем Боровым был назначен исправляющим должность руководителя Военной авиационной школы Русской армии.
В ноябре 1920 года был эвакуирован из Крыма, в эмиграции проживал в Югославии. Поступил на службу в авиацию Королевства Сербов, Хорватов и Словенцев, некоторое время занимал должность заведующего авиационными мастерскими в городе Земун. Умер после 1960 года.

## Награды
Был удостоен следующих наград:
- Георгиевское оружие (приказ по 10-й армии № 1063 от 5 (18) сентября 1917 года)
— «за то, что 8 (21) июля 1917 г., получив ответственную задачу — обследовать тыл противника и выяснить — не происходит ли у него перегруппировки войск, невзирая на весьма неблагоприятные атмосферные условия и превосходство летательных аппаратов противника, под сильным и действительным огнем пулеметов и артиллерии немцев проник в тыл их и с полным успехом выполнил возложенную задачу; будучи при этом атакован немецким истребителем, смелым и решительным маневром сам перешел в контратаку и заставил неприятельский самолет быстро удалиться в свое расположение»;
- орден Святого Владимира 4-й степени с мечами и бантом (приказ по армиям Западного фронта № 893 от 1916 года)
— «за фотографирование в районе Крево 25 ноября (8 декабря) 1916 года»;
- орден Святой Анны 2-й степени с мечами (приказ по 10-й армии № 967 от 9 (22) августа 1917 года);
- орден Святой Анны 3-й степени с мечами и бантом (приказ по 2-й армии № 269 от 1916 года)
— «за фотографирование неприятельских позиций в районе Караковичи в марте месяце 1916 г.»;
- орден Святой Анны 4-й степени с надписью «За храбрость» (Высочайший приказ от 7 (20) февраля 1917 года)
— «за разведки и бомбометание г. дв. Шематовщизна в марте 1916 г.»;
- орден Святого Станислава 2-й степени с мечами (приказ по 10-й армии № 1165 от 1916 года)
— «за удачное корректирование артиллерийской стрельбы»;
- орден Святого Станислава 3-й степени с мечами и бантом (приказ по армии и флоту от 23 мая (5 июня) 1917 года)
— «за фотографирование неприятельских позиций»;
- Георгиевский крест 1-й степени № 947 (приказ по 5-му Сибирскому армейскому корпусу № 311 от 1915 года);
- Георгиевский крест 2-й степени № 2191 (приказ по 5-му Сибирскому армейскому корпусу № 283 от 1915 года);
- Георгиевский крест 3-й степени № 20 829 (приказ по 5-му Сибирскому армейскому корпусу № 261 от 1915 года);
- Георгиевский крест 4-й степени № 41 152 (приказ по 1-му Сибирскому армейскому корпусу № 197 от 1914 года)
— «за то, что получив приказание пролететь через глубокое расположение противника для передачи важного сведения в отдельный отряд, вполне успешно выполнил эту задачу причем подвергся сильному пулеметному и ружейному огню противника, значительно повредившему аппарат. Несмотря на это, он сумел вернуться назад с ответом, спустившись планирующим спуском в наше расположение»;
- Георгиевский крест 4-й степени № 856 839 с лавровой ветвью (приказ по 10-й армии № 1072 от 7 (20) сентября 1917 года)
— «за то, что 6 (19) июля 1917 г., охраняя самолеты, корректирующие огонь нашей артиллерии, и заметив неприятельский самолет, пытавшийся атаковать один из наших самолетов, атаковал его огнем из пулемета и заставил уйти к себе в тыл. Будучи в то же время атакован другим неприятельским самолетом, увертываясь, неожиданно перешел в штопор, но не растерялся, а, выровнив аппарат, атаковал самолет противника. В этом бою аппарат его получил 7 пробоин».

## Комментарии
1. ↑  14 (27) июня 1915 года на шоссе между фольварками Ласице и Блоне подпрапорщиком Фомагиным были утрачены все четыре Георгиевских креста[2].